# Крыжачок
Крыжачок (Полька-крыжачок; бел. Крыж, Крыжачок, Кружачок; пол. Krzyżak, Krzyżok) — массовый парный белорусский народный танец, популярный по всей Беларуси. Название отображает построение танцевальной формы танца в форме креста (бел. крыж), переходов крест-накрест.
В некоторых районах танец строится преимущественно на движениях по кругу и назывется соответственно «Кружачок».
Танец «Крыжачок» имел и другие названия; «Крыжык», «Паулючок», «Антошка», в зависимости от названий припевок к нему.
«Крыжачок» — танец орнаментальный, парно-массовый, исполняется любым количеством пар в быстром темпе. Пространственный рисунок танца замысловатый и сложный.
«Крыжачок» известен также и в Польше, что объясняется территориальной близостью, соседством двух народов — белорусов и поляков. В Мазовии танец называется «Кржижак жешувский» (пол. Krzyżak rzeszowski), и является одним из самых популярных народных танцев региона
В развитии сценической версии танца большую роль сыграл К. А. Алексютович, который создал сценический вариант в 1920-е годы. Он дополнил танец новыми элементами движения, внёс разнообразие в рисунок, ввёл сольное исполнение, изменил темп, после эмоциональной завязки следует медленная лирическая сольная часть, которую исполняют одна или две пары. Остальные танцующие служат фоном, они как бы аккомпанируют солистам. Заключительная часть носит весёлый, задорный характер и отличается красочным и быстро сменяющимся рисунком.
Танец «Крыжачок» органически вошёл в балет В. Золотарева «Князь-Озеро» и в балет М. Крошнера «Соловей».
В западных районах Беларуси бытует танец с таким же названием, воспроизводящий движения дикого селезня — «крыжака» (бел. крыжак). Этот танец относят к группе танцев, подражающих движениям птиц.